# 桃苑站
桃苑站位于中华人民共和国江西省南昌市西湖区桃苑大街与桃苑西路交叉口地下，是南昌地铁4号线的地铁车站，本站于2021年12月26日和4号线一同启用。

## 车站结构
车站位于桃苑大街与桃苑西路交叉口，为地下二层岛式车站:54。

### 楼层
| 1层  | 地面               | 出入口                         |  |  |
| -1层 | 站厅               | 自动售票机、客服中心           |  |  |
| -2层 |                    | █ 4号线 往白马山（南昌大桥东） |  |  |
|      | 岛式站台，左侧开门 |                                |  |  |
|      |                    | █ 4号线 往鱼尾洲（绳金塔）     |  |  |

### 出入口
| 编号                   | 指示         | 图片 | 建议前往的目的地                                 |
| ---------------------- | ------------ | ---- | ------------------------------------------------ |
| 出口 · 1L              | 桃苑大街南侧 |      | 东方桃苑、桃苑中路、江西省交通稽查征费局住宅小区 |
| 出口 · 2L              | 桃苑中路     |      | 朝阳锦城、桃苑心雨花园、桃苑大厦、桃苑社区       |
| 出口 · 3L              | 桃苑西路     |      | 南昌市公安局桃苑住宅校区、南昌外国语学校桃苑校区 |
| 出口 · 4L · 升降机标志 | 桃苑西路     |      | 东方桃苑、汇海国际广场、赣通路、桃园住宅区       |
| 註： 設有              |              |      |                                                  |

## 历史
- 2016年6月8日，江西省环境保护厅发布了《南昌市轨道交通4号线一期工程拟受理情况的公示》[3]，并公布了《南昌市轨道交通4号线一期工程环境影响报告书（全文公示稿）》，由此得知本站工程名为桃苑中路站[2]。
- 2017年2月8日，南昌轨道交通集团有限公司公布了《2、3号线站点更名及4号线命名方案获批》，由此得知本站正式站名为桃苑站[4]。